# Iglesia del Dominus Flevit

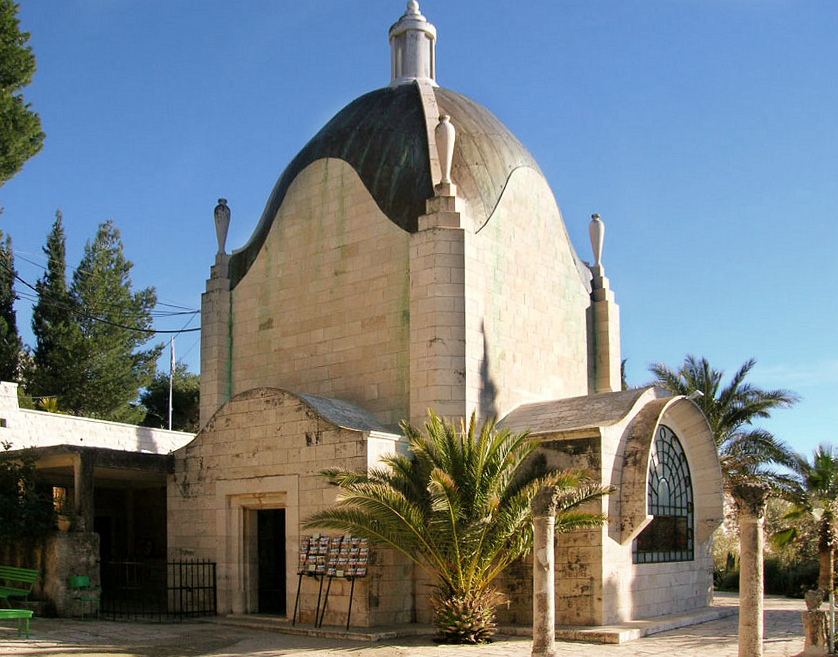

La Iglesia del Dominus flevit («El Señor lloró») es una iglesia de Jerusalén, situada en el Monte de los Olivos, que pertenece a la Custodia de Tierra Santa.
La iglesia fue construida por el arquitecto Antonio Barluzzi en 1955 sobre restos de una iglesia bizantina de la que se conservan algunos mosaicos sobre el pavimento de la iglesia actual, datados en el siglo VII. Una inscripción del mismo período atestigua la existencia sobre el lugar de un pequeño monasterio además de una capilla, dedicados a la profetisa Ana, de la que se habla en el evangelio de san Lucas (cf. Lc 2, 26-38).

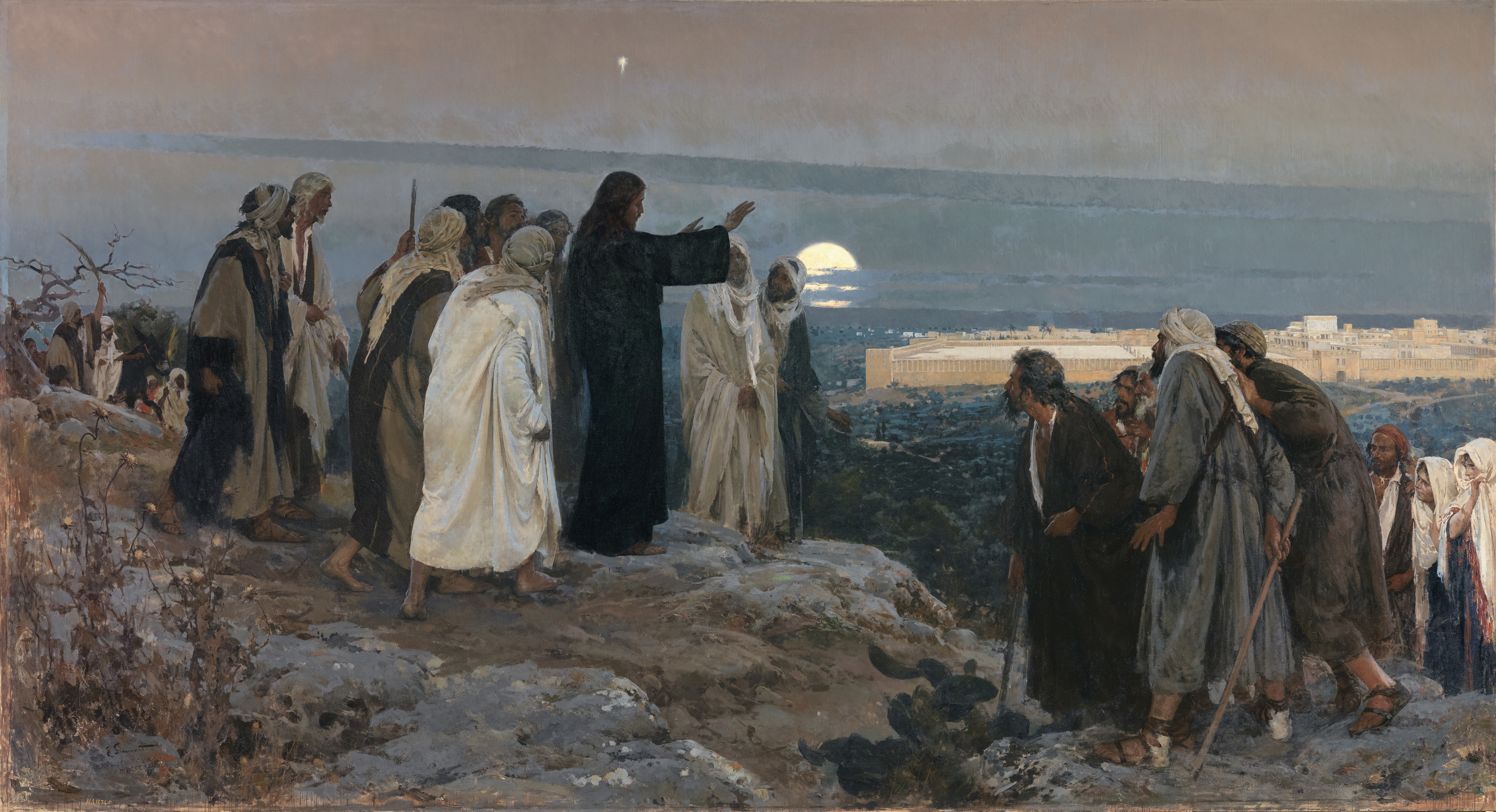
Flevit super illam (1892) de Enrique Simonet.

La denominación de la iglesia recuerda el llanto de Jesús ante la ciudad de Jerusalén (episodio conocido como Flevit super illam es decir "El Señor lloró sobre ella" [la ciudad] en Latín), como se menciona también en el citado evangelio (cf. Lc 19, 41-44): la tradición de unir a este lugar el episodio evangélico se remonta al siglo XVI. El interior de la iglesia está dominado por una gran ventana colocada sobre el altar mayor, desde donde se puede contemplar la ciudad.
Excavaciones realizadas por los franciscanos a mediados del siglo XX permitieron descubrir restos cananeos de la Edad del Bronce y un antiguo cementerio de época romana y bizantina, con una serie de tumbas con sarcófagos y osarios; algunos tienen signos cristianos evidentes y pertenecerían a las primeras comunidades judeocristianas de Jerusalén.